# Овчинников, Анатолий Иванович
Анатолий Иванович Овчинников (27 июня [9 июля] 1899, Невьянск, Пермская губерния — 14 сентября 1970, Ленинград) — советский оперный певец (тенор). Народный артист Казахской ССР (1938), народный артист Узбекской ССР (1950).

## Биография
Анатолий Овчинников родился 9 июля (27 июня по старому стилю) 1899 года в посёлке Невьянский завод Екатеринбургского уезда Пермской губернии (сейчас город Невьянск Свердловской области).
В 1927 году окончил музыкальное училище в Свердловске.
Был оперным и концертным певцом-тенором. В 1936—1940 и 1943—1946 годах был солистом Казахского академического театра оперы и балета в Алма-Ате, в 1946—1958 годах — Узбекского театра оперы и балета имени Навои в Ташкенте.
Среди партий, исполненных Овчинниковым, Вакула из «Черевичек» Петра Чайковского, Князя в «Русалке» Александра Даргомыжского, Германа в «Пиковой даме» Петра Чайковского, Канио в «Паяцах» Руджеро Леонкавалло, Хозе в «Кармен» Жоржа Бизе.
Награждён орденами Трудового Красного Знамени и «Знак Почёта». Народный артист Казахской ССР (1938), народный артист Узбекской ССР (1950).
Умер 14 сентября 1970 года в городе Ленинград (сейчас Санкт-Петербург). Похоронен на Серафимовском кладбище Санкт-Петербурга.

## Семья
Сын — Олег Анатольевич Овчинников (1923—1992), советский учёный, преподаватель, доцент.